# سوسکچه خرطوم‌دار آنثونوموس تنبروسوس
سوسکچه خرطوم‌دار آنثونوموس تنبروسوس (نام علمی: Anthonomus tenebrosus) نام یک گونه از تیره سوسکچه‌های خرطوم‌دار است.